# Église Saint-Luc de Bliesransbach
L'église Saint-Luc (St. Lukas en allemand) est une église catholique située dans le ortsteil de Bliesransbach, dans la commune allemande de Kleinblittersdorf.

## Histoire
Les travaux de construction de l'édifice débutent en 1929 d'après les plans de l'architecte Peter Marx, originaire de Trèves. Le 20 mars 1932, le bâtiment terminé est béni en l'honneur de l'Assomption de Marie. Le 16 octobre 1933, l'église est consacrée par l'évêque auxiliaire de Trèves Antonius Mönch. Elle est dédiée à Luc l'évangéliste.
Lors de la Seconde Guerre mondiale, l'édifice subit des dommages nécessitant une reconstruction partielle et des réparations qui se dérouleront de l'année suivant la guerre à 1950. Toutefois, dans les années 1970, le bâtiment nécessite d'importantes rénovations, à l'intérieur comme à l'extérieur. Dans le cadre des travaux qui se déroulent jusqu'en 1979, l'église reçoit un nouveau toit, un nouveau système de chauffage, la sacristie est agrandie et un nouvel autel est installé. Le 23 décembre 1939, l'évêque auxiliaire Carl Schmidt inaugure l'église.

## Mobilier
L'église dispose d'un mobilier du XVIIIe siècle d'une grande valeur artistique, tout comme l'autel de 1979 qui contient les reliques du pape Pie X. Le maître-autel contient les reliques de saint Faustin ainsi que des saints martyrs de Trèves.

## Orgue
L'orgue de l'église, répertorié comme Opus 1035 et réalisé par l'entreprise Johannes Klais Orgelbau de Bonn, date de 1953 et compte deux claviers de 20 jeux.